# 宇都志日金拆命
宇都志日金拆命（うつしひかなさくのみこと）は、日本神話に登場する神。

## 概要
『古事記』では宇都志日金拆命と表記し、その他の史料では穂高見命（ほだかみのみこと）の名で伝わる。
『古事記』に登場する海の国津神で、伊邪那岐命が黄泉国から帰ってきた後、日向の瀬で禊を行った際に生まれた綿津見神たちの子で、安曇氏の祖神と伝わる。
佐久郡の地名由来として、宇都志日金拆命が開拓したので「拆（サク）」となったという説がある。
また、穂高岳に降臨し、信濃国の安曇氏の祖となったともされる。

## 系譜
火遠理命の后である豊玉毘売命、神武天皇の母である玉依毘売命が兄弟姉妹とされる。
また、安曇氏や海犬養氏などの祖神であるという。

## 後裔
- 安曇氏
- 安曇犬養氏
- 海犬養氏

## 祀る神社
- 穂高神社 本宮（長野県安曇野市穂高）
- 穂高神社 奥宮（長野県松本市安曇上高地）
- 氷鉋斗賣神社（長野県長野市稲里町）
- 出水神社（石川県加賀市橋立町）
- 須賀神社（群馬県沼田市中町）
- 金拆神社（奈良県桜井市大字三輪）
- 海神社 境内摂社（和歌山県紀の川市神領）
- 志賀海神社 摂社 今宮神社（福岡県福岡市東区）
- 胡簶神社（長崎県対馬市上対馬町）